# Лоренцо Наталі
Лоренцо Наталі (англ. Lorenzo Natali; 1922-1989) — Комісар ЄС, Віце-президент Європейської Комісії (1976—1989). Спеціалізувався на політиці ЄС у сфері розвитку.
У 1992 р. засновано премію його імені.